# Art Gallery of Hamilton

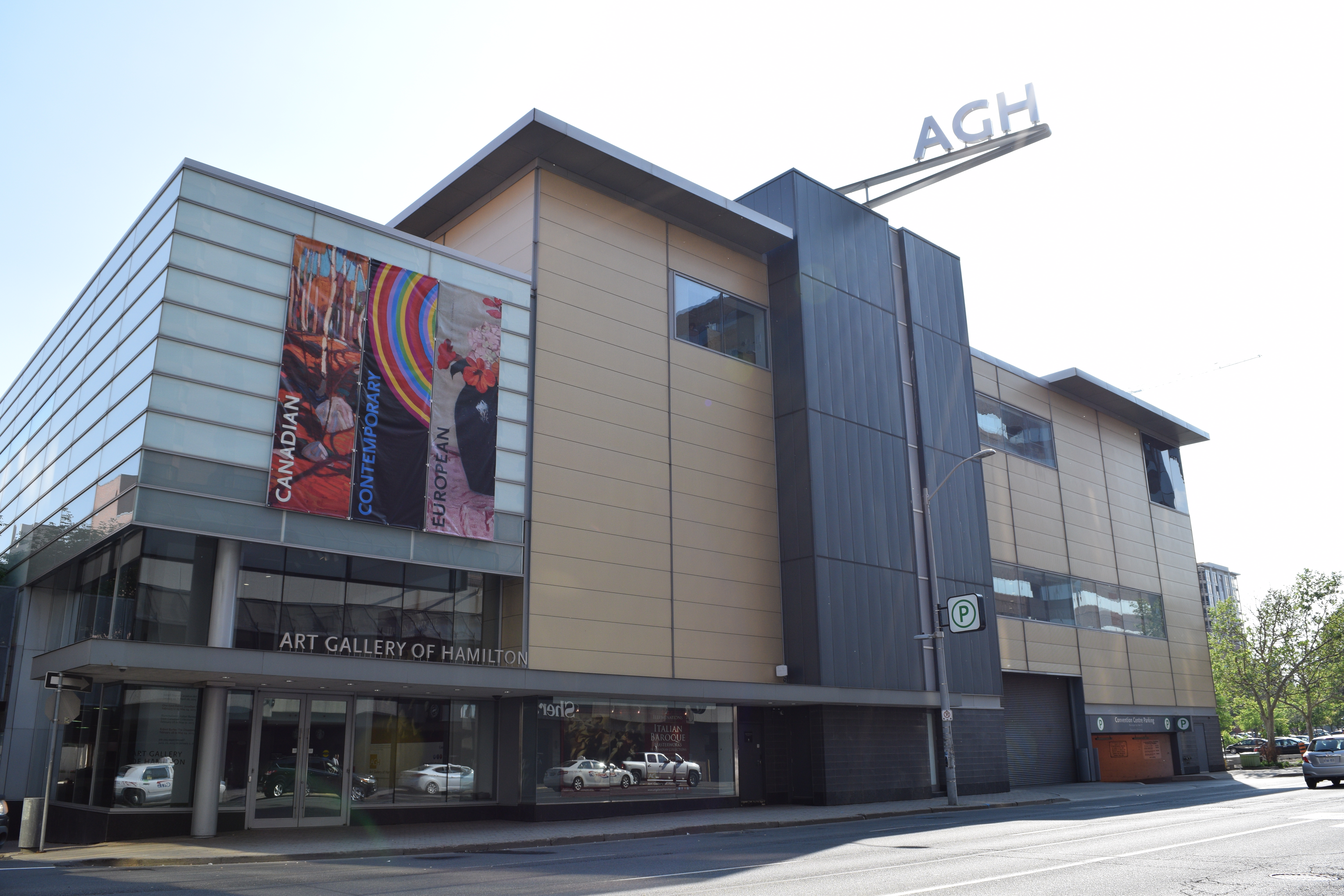
Gebäude der Art Gallery of Hamilton an der King Street West

Die Art Gallery of Hamilton (kurz AGH) ist ein Kunstmuseum in der kanadischen Stadt Hamilton. Das Hauptgebäude befindet sich im Stadtzentrum an der King Street West, eine Außenstelle ist in der James Street North. Das städtische Museum wurde 1914 mit einem Bestand von 29 Gemälden des kanadischen Malers William Blair Bruce begründet und verfügt heute über mehr als 10.000 Kunstwerke aus den Bereichen der europäischen und kanadischen Kunst, sowie Arbeiten zeitgenössischer Künstler und Exponaten aus Afrika. Museumsleitung ist seit 2014 Shelley Falconer.

## Geschichte

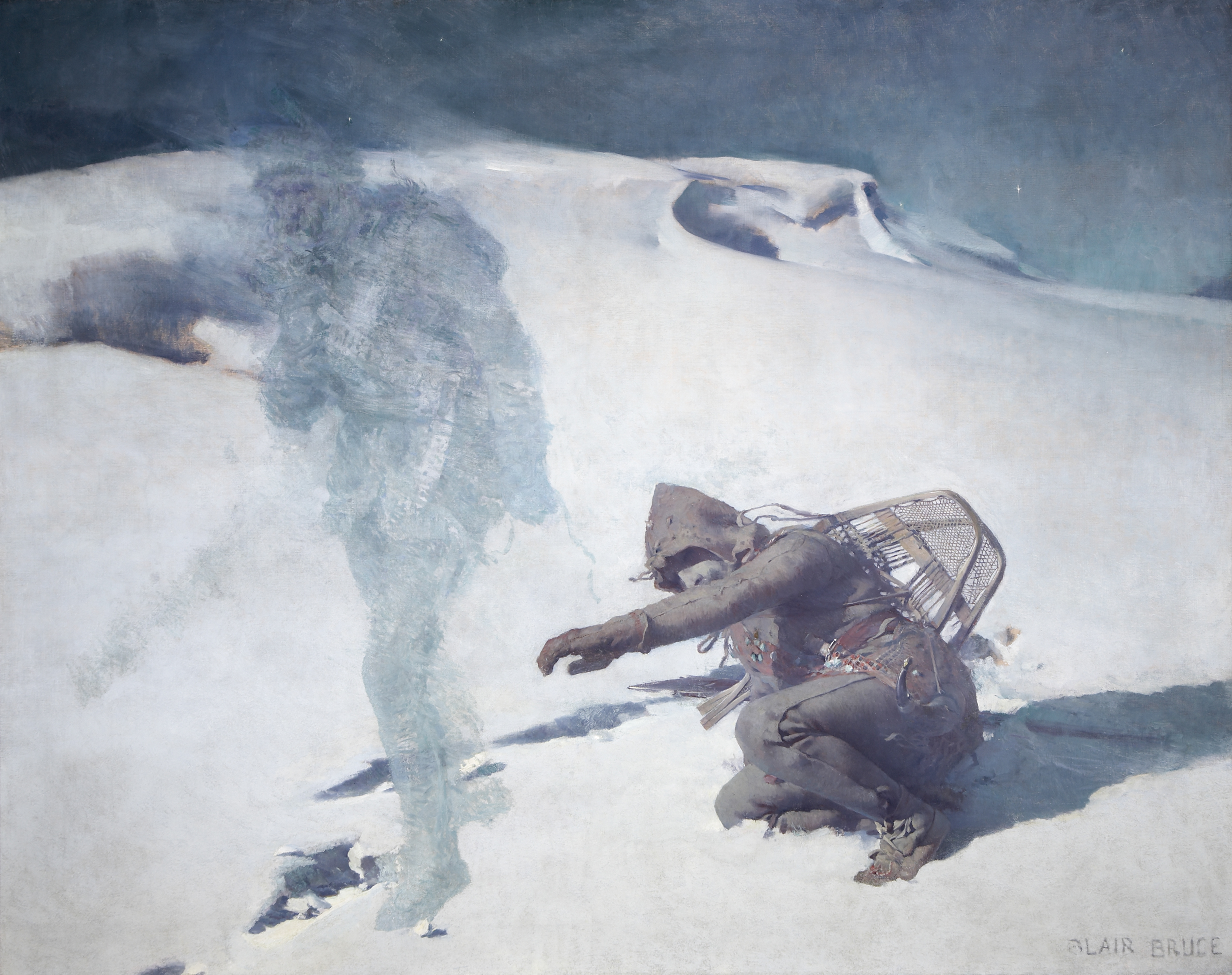
William Blair Bruce: The Phantom Hunter

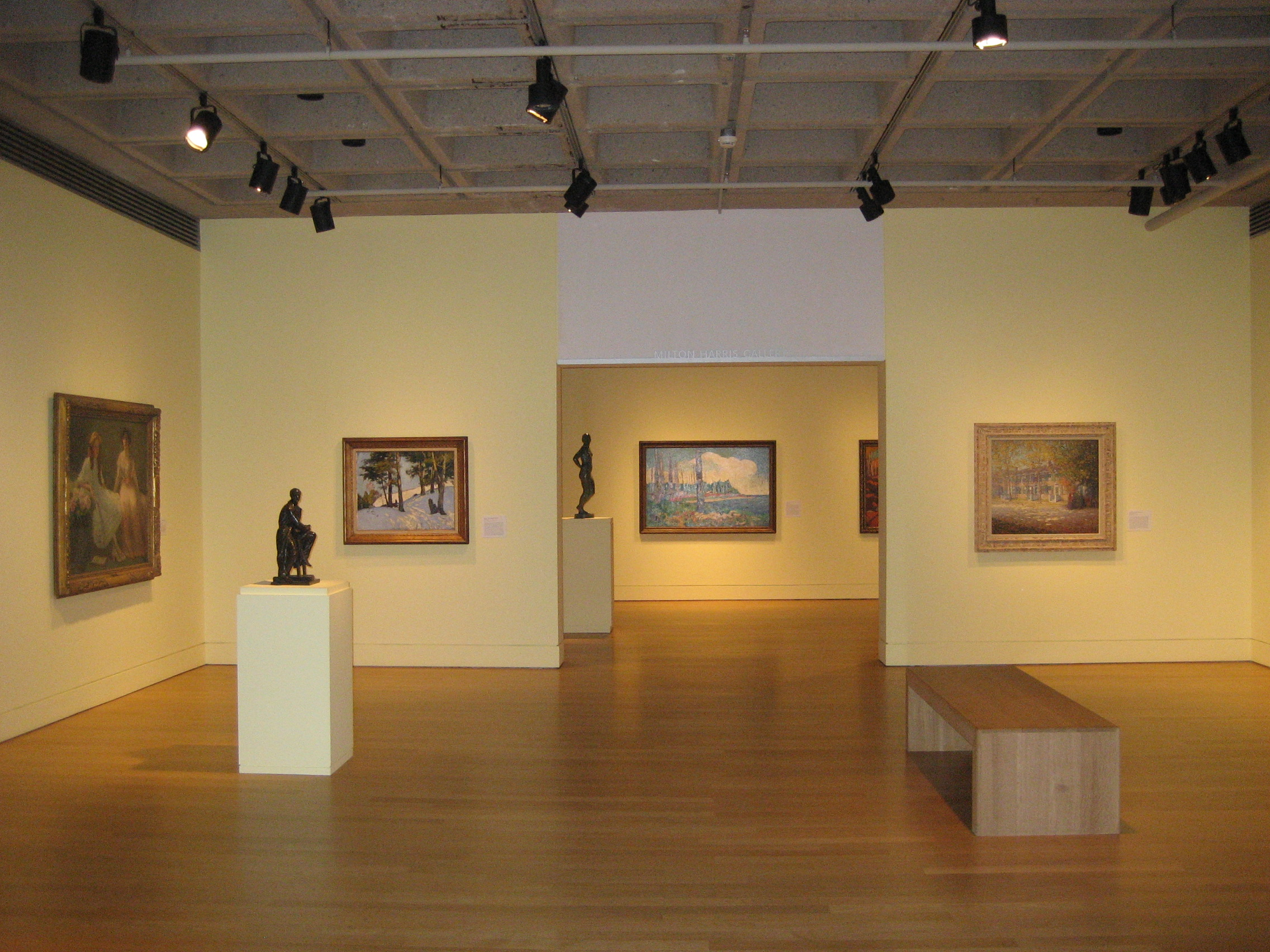
Blick in die Galerieräume

Das Museum wurde am 31. Januar 1914 als Municipal Gallery of Hamilton (Städtische Galerie von Hamilton) begründet. Die Stadt hatte zuvor 29 Gemälde des aus Hamilton stammenden Malers William Blair Bruce von seiner Witwe Carolina Benedicks-Bruce und weiteren Familienmitgliedern als Geschenk erhalten. Hiermit war als Auflage verbunden, diese Bruce Collection an einem geeigneten Ort auszustellen. Erste Räume fand die Kunstgalerie zunächst im Gebäude der Bibliothek Hamilton Public Library in der James Street South im Stadtzentrum von Hamilton. In diesem viktorianischen Gebäude stellte das Stadtmuseum im ersten Stock fünf Räume zur Verfügung. Am 28. Juni 1914 eröffnete die Galerie mit einer Ausstellung der Werke von William Blair Bruce. Das Museum blieb an diesem Standort für die nächsten 33 Jahre. Die für die Besucher wenig attraktiven Räume und ein sehr geringer Etat behinderten in den Anfangsjahren den weiteren Ausbau des Museums. Nur wenige Werke konnten hinzu erworben werden und Stifter spielten in dieser Zeit kaum eine Rolle.
Erst nach der Überwindung der Weltwirtschaftskrise der 1930er Jahre und dem Zweiten Weltkrieg begann die eigentliche Entwicklung des Museums. 1947 kam Thomas Reid MacDonald als erster bezahlter Mitarbeiter an das Museum. Er übernahm als Direktor die Leitung des Hauses und wirkte gleichzeitig als Kurator. Er baute die Sammlung erheblich aus und legte dabei einen Schwerpunkt auf kanadische Künstler. Zu seinen ersten Ankäufen gehörte beispielsweise das zeitgenössische Werk Horse and Train von Alex Colville aus dem Jahr 1954. Wesentlichen Anteil an der Weiterentwicklung des Museums hatte zudem das Women’s Volunteer Committee. Dieser Förderkreis aus engagierten Frauen unterstützte das Museum nicht nur ideell, sondern die Mitglieder sammelten vor allem Geld für den Ankauf von Kunstwerken. So konnten mit Unterstützung des Women’s Volunteer Committee zwischen 1954 und 1975 mehr als 100 Kunstwerke erworben werden. Seit Ende der 1970er Jahre heißt diese Initiative geschlechterneutral Volunteer Committee und steht allen Unterstützern offen.
Für den Neubau eines Kunstmuseums sammelte das Women’s Volunteer Committee Anfang der 1950er Jahre 200.000 US-Dollar und konnte damit einen wichtigen Beitrag für die Umsetzung des Projekts beitragen. Als Standort wurde ein Grundstück auf dem Gelände der Royal Botanical Gardens in der Nähe der McMaster University im Vorort West Hamilton ausgewählt. Es entstand ein Gebäude im Stil des späten Art déco, das am 12. Dezember 1953 als Art Gallery of Hamilton eröffnet wurde. Mit einer Ausstellungsfläche von 10.000 Quadratfuß (rund 930 m²) bot das neue Haus erheblich mehr Raum als zuvor und erstmals angemessene Möglichkeiten der Sammlungspräsentation. Doch bereits Ende der 1960er reichte der Platz in diesem Gebäude nicht mehr aus. Es entstand die Idee, im Rahmen einer Reurbanisierung der Innenstadt von Hamilton dort neben einem Theater, einem Konferenzzentrum auch das Kunstmuseum anzusiedeln. Als Architekt für die neue Art Gallery an der King Street West wurde 1969 der in Hamilton lebende Trevor Garwood-Jones ausgewählt. Er schuf einen modernen Bau, der im Oktober 1977 eingeweiht wurde und bis heute für die Sammlungspräsentation genutzt wird. Unter der Leitung des seit 1973 amtierenden Direktors Glen E. Cumming wuchs die ständige Sammlung weiter an, insbesondere im Bereich der zeitgenössischen Kunst. Darüber hinaus entstand ein umfangreiches Bildungsprogramm. Ab leitete 1998 Louise Dompierre die Art Gallery of Hamilton. Sie baute das Bildungsprogramm weiter aus, organisierte Ausstellungen vor allem zur zeitgenössischen Kunst und plante zusammen mit dem aus Hamilton stammenden Architekten Bruce Kuwabara die Renovierung und den Umbau des Museums, der von 1999 bis 2005 erfolgte.
Zu den bedeutenden Stiftern des Museums gehören Joey und Toby Tanenbaum. Sie überließen dem Museum 2003 mehr als 200 Werke europäischer Kunst des 19. Jahrhunderts und übergaben dem Haus 2010 ihre Sammlung mit afrikanischer Kunst. Seit 2011 verfügt das Museum zudem über einen eigenen Ankaufsetat. 2012 eröffnete die Außenstelle AGH Annex in der belebten James Street North. Dieser zweite Standort dient als Kreativzentrum und verfügt über Veranstaltungsräume und ein kleines Kino. Seit 2014 leitet Shelley Falconer die Art Gallery of Hamilton. Im selben Jahr fand die Hundertjahrfeier des Museums statt, bei der es beispielsweise Ausstellungen zu William Blair Bruce und zu den Stillleben von Paul Cézanne gab.

## Sammlung

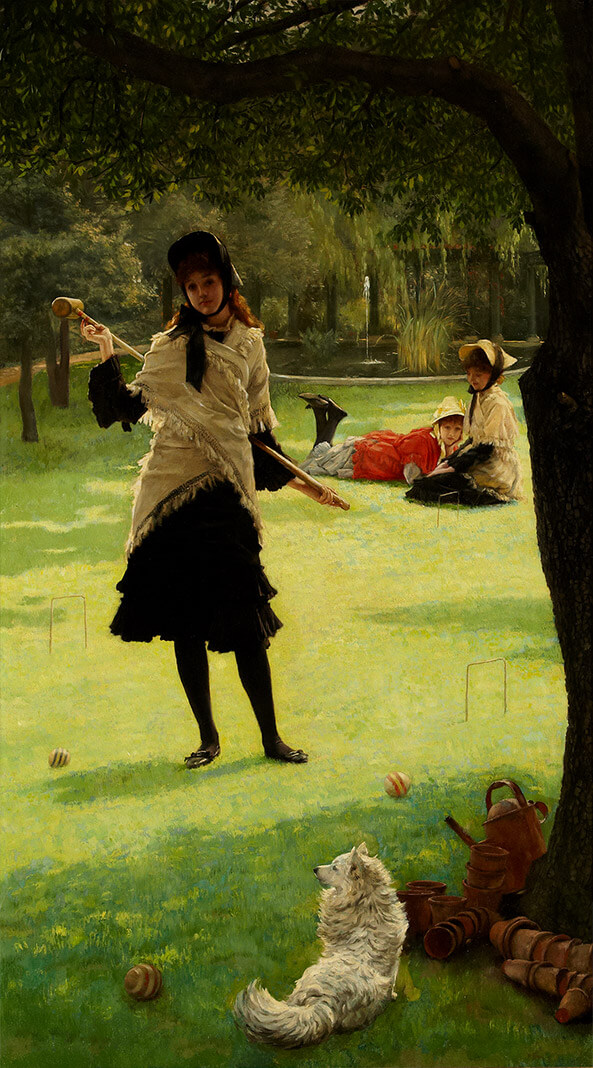
James Tissot: Croquet

Den Grundstock für die Museumssammlung legte 1914 die Bruce Collection mit 29 Gemälden des aus Hamilton stammenden Malers William Blair Bruce. Hierzu gehört beispielsweise die winterliche Szene The Phantom Hunter von 1888. Weitere Werke kanadischer Künstler des 19. Jahrhunderts und aus der ersten Hälfte des 20. Jahrhunderts sind Logging in Winter, Beaupre von Maurice Cullen, Forbidden Fruit von George Agnew Reid, The Vaughan Sisters von William Brymner und Yan Q.C.I. von Emily Carr. Hinzu kommen Bilder wie Femmes de Caughnawaga von Marc-Aurèle de Foy Suzor-Coté oder Icebergs and Mountains, Greenland von Lawren Harris, einem Künstler der Group of Seven. Zu den bekannten Werken der Sammlung gehört zudem das 1954 entstandene Horse and Train von Alex Colville.
Im Bereich der internationalen Kunst gibt es einen größeren Sammlungsbestand mit Arbeiten europäischer Maler. Zu den älteren Werken gehört hierbei das Porträt eines Mannes von Jan Baptist Weenix, während der Großteil Werke französischer Künstler des 19. Jahrhunderts umfasst. Zu sehen gibt es beispielsweise das Bildnis Le jeune Fitz-James von Henri Fantin-Latour, die Hafenansicht Trouville. Le port von Eugène Boudin oder das Mädchenporträt Croquet von James Tissot. Aus der Sammlung Tannenbaum kamen die Werke Portrait de Mlle Durand von Jean-Léon Gérôme, Der Triumph des Christentums über das Heidentum von Gustave Doré und das Porträt einer Frau von Marie Bashkirtseff. Das Museum besitzt zudem die Bilder Stein and Press des US-Amerikaners John French Sloan und Esquisse, Composition Polychrome von Fernand Léger. In der Sammlung der Skulpturen gibt es ein Doppelbildnis Frère et soeur von Auguste Rodin.
Ein weiterer Schwerpunkt der Museumssammlung sind Arbeiten von zeitgenössischen Künstlern. Hier gibt es beispielsweise eine Arbeit in Acryl auf Holz mit dem Titel Clown d’Amsterdam des Niederländers Karel Appel zu sehen, oder komplexe Installationen wie Redifice des Kanadiers Michael Snow. Zu den jüngsten Erwerbungen gehört ein 2010 erschaffenes gläsernes Schaukelpferd mit dem Titel Lucky, Lucky, Lucky des Kanadiers Tim Whiten. In der Sammlung befinden sich zudem Videoarbeiten verschiedener Künstler und ein größerer Bestand an Fotografien.